# Лопес Микельсен, Альфонсо
Альфонсо Антонио Лазаро Лопес Микельсен (исп. Alfonso Antonio Lázaro López Michelsen; 30 июня 1913, Богота, Колумбия — 11 июля 2007, Богота) — колумбийский политический деятель и юрист, президент Колумбии с 7 августа 1974 по 7 августа 1978. Член Либеральной партии.

## Биография
Родился в аристократической семье Альфонсо Лопеса Пумарехо, президента Колумбии в 1934—1938 и 1942—1945 годах. Учился в Боготе, Париже, Брюсселе, Лондоне и Лилле. Окончил Университет Росарио в Боготе, где изучал гражданское право. Позже учился по специальности в Чилийском университете и в аспирантуре по публичному и конституционному праву в Джорджтаунском университете. После возвращения в Колумбию в 1938 году был профессором конституционного права в Свободном и Национальном университетах Колумбии и в Университете Росарио. В 1946 году стал президентом Свободного университета. В годы президентства своего отца не участвовал в политике, сконцентрировавшись на преподавании. После отставки отца с поста президента страны начал работать в качестве адвоката. В 1952 году из-за преследований, которые правительство Роберто Урданеты развязало против либералов, Лопес и его семья отправились в изгнание в Мексику.
После отставки в мае 1957 года президента генерала Густаво Рохаса Пинильи Лопес и его семья вернулись в Колумбию. Вместе с отцом работал в Объединённом комитете по восстановлению демократии, который был созван военной хунтой в 1957 году. В 1959 году он и экономист Альваро Урибе Руэда вместе с группой своих бывших студентов из Университета Росарио основали Революционное либеральное движение, которое выступило решительной оппозицией созданному либералами и консерваторами Национальному фронту, который они считали недемократическим (партии договорились о ротации власти, чередуя её на протяжении четырёх президентских сроков).
В 1960—1962 годах — депутат Палаты представителей, в 1962—1967 — сенатор. В своей короткой законодательной работе выступил против аграрной реформы правительства Карлоса Льераса Рестрепо. В 1962 году баллотировался на президентских выборах и занял второе место, получив 624 863 (23,8 %) голосов против 1 633 873 (62,3 %) у Гильермо Леона Валенсии — консерватора, поддержанного либералами.
В 1964 году стал ректором Свободного университета. 16 сентября 1966 года начал работать в Медельине в качестве профессора Автономного Латиноамериканского университета, первого колумбийского университета, воплотившего в жизнь философские принципы Кордовского манифеста: совместное управление студентами и профессорами, академическая свобода, бесплатные научные исследования, бесплатное обучение и связь университета с проблемами общества.
В 1967 году его РЛД вошло в состав Либеральной партии. В том же году стал первым губернатором только что созданного департамента Сесар. 14 августа 1968 — 7 августа 1970 года министр иностранных дел в кабинете Карлоса Льераса Рестрепо.
30 июня 1973 года был выдвинут кандидатом на пост президента от ЛП, набрав 162 голоса против 88, которые получил Льерас Рестрепо. Такое голосование положило начало внутренним разногласиям, которые раскололи партию в 1979 году. Среди его предвыборных фраз было «Колумбия — это Тибет Южной Америки и будет Японией Южной Америки», что указывало на то, что страна была изолирована и он будет стремиться увеличить её влияние на международной арене.
На президентских выборах 1974 года получил 2 929 719 (56,3 %) голосов против 1 634 879 (31,4 %) голосов у своего ближайшего соперника, консерватора Альваро Гомеса Уртадо.

### Президентство
Стал первым президентом Колумбии, не принадлежавшим к системе Национального фронта. Вступил в должность 7 августа 1974 года в возрасте 61 года.
При нём совместно с государственной компанией «Ecopetrol» началась разведка углеводородов. Были построены газопроводы, нефтепроводы и нефтеперерабатывающие заводы для поддержки экспорта нефти. Во время его правления в Колумбии случился второй «кофейный бум» (одновременно сопровождавшийся скандалом, связанным с легализацией прибылей наркомафии через Банк Республики). По данным правительства, минимальная заработная плата в деревне и городе была увеличена на 200 %; 1100 профсоюзов получили юридический статус; государственные инвестиции увеличились на 61 %, экспорт увеличился, сельскохозяйственное производство увеличилось на 16 %.
Во время его правления было объявлено чрезвычайное экономическое положение, а также проведена налоговая и финансовая реформа, которая облагала налогом случайную прибыль, оценки, продажу акций и активов, предполагаемый доход и заставляла всех, кто имел какие-либо активы, платить налоги.
В то же время растущее ухудшение покупательной способности затронуло рабочих, инфляция стала самой высокой в истории Колумбии, наблюдался сильный спад в некофейных секторах экономики. Женщины впервые были допущены к военной карьере, было официально признано юридическое равенство женщин в браке, одобрен развод в гражданском браке и отменены сто статей гражданского кодекса Колумбии, так или иначе дискриминировавшие женщин. Был создан Колумбийский институт гидрологии, метеорологии и достаточности земель (HIMAT, ныне IDEAM), установлен возраст совершеннолетия в 18 лет.
В стране продолжалась гражданская война, укреплялись партизанские силы. 7 сентября 1975 года был убит генеральный инспектор Вооружённых Сил генерал Рамон Ринкон Киньонес; 28 июля 1976 года — командующий повстанческой Народно-освободительной армией Педро Леон Арболеда. Начиная с 1975 года усилились трудовые конфликты, что отразилось в похищении и убийстве лидерf Конфедерации колумбийских рабочих Хосе Меркадо в 1976 году, и промышленника, бывшего министра сельского хозяйства Уго Феррейры в 1977 году. В 1976 году в стране было введено осадное положение.
В 1976 году произошла забастовка врачей службы социального обеспечения, которая длилась 50 дней. 14 сентября 1977 года в стране прошла общенациональная гражданская забастовка в знак протеста против репрессивной политики правительства, которая стала самой мощной в стране более чем на 40 лет (в этот день было зарегистрировано 33 смерти, 3000 ранений и тысячи арестов; Лопес Микельсен ввёл комендантский час, и протесты продлились до утра 15 сентября).
В 1977 году жене президента США Розалин Картер было поручено передать предупреждающее послание правительству Колумбии в связи с убедительными признаками коррупции, связанной с деятельностью нескольких колумбийских политиков и государственных чиновников, замешанных в незаконном обороте наркотиков. Согласно данным, рассекреченным в апреле 2024 года, первая леди предупредила об убедительных признаках такой незаконной деятельности тогдашнего кандидата в президенты Хулио Сесара Турбай Айялы, который позже был избран президентом, генерала Абрахама Варона Валенсии, тогдашнего министра обороны (с 1974 по 1978 год), тогдашнего министра труда Оскара Монтойя Монтойи и нескольких других чиновников и политиков и их связях с группировкой Грисельды Бланко. Кроме того, из рассекреченных документов известно, что сын Лопеса Микельсена, Альфонсо Лопес Кабальеро, также подозревался в деятельности по торговле наркотиками.
В области внешней политики 6 марта 1975 года были восстановлены дипломатические отношения с Кубой, которые были прерваны 9 декабря 1961 года при правительстве Альберто Льераса Камарго и под влиянием правительства США, после неудавшегося вторжения. Договоры о разграничении морских и подводных территорий были подписаны с Эквадором, Панамой, Коста-Рикой, Доминиканской Республикой и Гаити. Состоялись несколько визитов в США с подтверждением проамериканской позиции Колумбии.
Передал президентскую должность 7 августа 1978 года Хулио Сезару Турбаю Айяле, официальному кандидату от либералов, которого поддерживал в ходе предвыборной кампании.

### После ухода с поста президента
В 1981 году был избран национальным съездом ЛП кандидатом в президенты на выборах 1982 года. Пошёл на выборы с большим энтузиазмом и получил поддержку со стороны различных фракций партии.
В ходе президентских выборов 1982 года, занял второе место, получив 2 797 627 (41 %) голосов против 3 189 278 (46,8 %) голосов у консерватора Белисарио Бетанкура. Поражение объяснялось несколькими факторами: популярность упала после его конфликтного президентского срока; в отличие от того периода он больше не рассматривался как представитель альтернативной политики, а как традиционный политик, и именно Бетанкур воспринимался как альтернативный; подъём популярности Луиса Карлоса Галана в качестве кандидата в президенты, что существенно разделило партию и в конечном итоге пошло на пользу Бетанкуру. Также выяснилось, что кампания Лопеса Микельсена якобы получала деньги от ххЛедер, Карлос|Карлоса Ледера]] и других торговцев наркотиками, которые в то время пытались внедриться в ряды традиционных политических партий, чтобы избежать возможности экстрадиции.
После поражения на выборах Лопес Микельсен занял пост главы Либеральной партии.
В мае 1984 года лидеры Медельинского картеля попросили Лопеса выступить в качестве посредника для возможной сдачи правосудию. Он согласился сообщить о таких намерениях правительству Бетанкура, заявив спустя годы, что сам президент Колумбии попросил его встретиться с наркобаронами. Новости о встрече, однако, просочились в средства массовой информации, и правительство Бетанкура решил отойти в сторону, так что весь скандал обрушился на Лопеса, который обвинил правительство в нелояльности.
Уйдя из активной политики после отказа быть кандидатом от ЛП в Учредительное собрание 1991 года, стал одним из наиболее частых критиков всех последующих правительств (как либеральных, так и консервативных) и одним из лидеров общественного мнения в стране, благодаря своим статьям, интервью и выступлениям, а также многочисленным встречам с лидерами разных партий.
В 2005—2006 годах безуспешно поддерживал либерала Орасио Серпу в очередной предвыборной кампании (президент Альваро Урибе был переизбран на новый срок, а Серпа занял только третье место с 11,8 % голосов).
В последние годы был почётным членом Колумбийской академии юриспруденции и сотрудником газеты El Tiempo, в которой вёл популярную воскресную колонку, которая публиковалась до самой его смерти.
Умер в своём доме в Боготе рано утром 11 июля 2007 года, в возрасте 94 лет, от сердечного приступа. Похоронен на Центральном кладбище Боготы.
Автор романа «Избранные» («Los elegidos»), по которому в 1982 году снят одноименный художественный фильм совместного советско-колумбийского производства (режиссёр Сергей Соловьев, в главных ролях — Леонид Филатов и Татьяна Друбич).

## Семья
- Жена — Сесилия Кабальеро Бланко, родилась 30 сентября 1913 года в Боготе в семье Хулио Кабрера Баррера и Мэри Бланко Баррозу. Вышла замуж за Альфонсо Микельсена 23 октября 1938 года. Скончалась 13 августа 2019 года в возрасте 105 лет[26].
- Дети:
  - Альфонсо Лопес Кабальеро[исп.] — посол Колумбии во Франции, Канаде, Великобритании и России (2016—2022); министр сельского хозяйства в 1992—1993, министр внутренних дел в 1998
  - Хуан Мануэль Лопес Кабальеро
  - Фелипе Лопес Кабальеро[исп.] — бизнесмен и журналист[27].